# 芝麻墩街道
芝麻墩街道，是中华人民共和国山東省临沂市河东区下辖的一个乡镇级行政单位。

## 行政区划
芝麻墩街道下辖以下地区：
芝麻墩村、指挥庄村、埠前店村、徐村、西朱汪村、前朱汪村、后朱汪村、小岗村、范沟村、薛店村、肖埝村、湾子村、王桥村、九龙口村、官庄村、楼子村、马石河村、李石河村、中洪湖村、东洪湖村、东义和村、马湖村、孟庄村、张湖村、毛屯村、司岭村、前兰墩村、东兰墩村、西兰墩村、大王湖村、秦岭村、韦官庄村、后杨墩村、前杨墩村、石碑村和大岗村。